# Lászó
Lászó (szlovákul: Lascov) község Szlovákiában, az Eperjesi kerület Bártfai járásában.

## Fekvése
Girálttól 6 km-re északnyugatra, a Tapoly bal oldalán fekszik.

## Története
A falut 1370-ben említik először.
A 18. század végén Vályi András így ír róla: „LASZCZO. Tót falu Sáros Várm. földes Urai Dezsőfi, és több Uraságok, lakosai katolikusok, fekszik Nyérjesnek szomszédságában, Tapoly vize mellett, határja rész szerént hegyes, de réttye termő, legelője, fája is vagyon.”
Fényes Elek 1851-ben kiadott geográfiai szótárában így ír a faluról: „Lasztozo, tót falu, Sáros vmegyében, Nyirjes fil. a Tapoly mellett: 82 kath., 52 evang., 12 zsidó lak. F. u. többen.”
A trianoni diktátum előtt Sáros vármegye Girálti járásához tartozott.

## Népessége
| Év:            | 1994. | 2004.   | 2014.   | 2024.   |
| -------------- | ----- | ------- | ------- | ------- |
| Emberek száma: | 488   | 530     | 560     | 604     |
| Eltérés:       |       | +8,60 % | +5,66 % | +7,85 % |

| Év:            | 2023. | 2024.   |
| -------------- | ----- | ------- |
| Emberek száma: | 597   | 604     |
| Eltérés:       |       | +1,17 % |

1910-ben 234, többségben szlovák anyanyelvű lakosa volt, jelentős cigány kisebbséggel.
2001-ben 519 lakosából 502 szlovák és 15 cigány volt.
2011-ben 543 lakosából 531 szlovák volt.

## Nevezetességei
- Krisztus Király tiszteletére szentelt római katolikus temploma 1940-ben épült.